# Dziekanowice (powiat myślenicki)
Dziekanowice – wieś w Polsce położona w województwie małopolskim, w powiecie myślenickim, w gminie Dobczyce, na skraju Pogórza Wielickiego. Pod względem geograficznym znajduje się na obszarze Pogórza Wielickiego.
W latach 1954–1961 wieś należała i była siedzibą władz gromady Dziekanowice, po jej zniesieniu w gromadzie Dobczyce. W latach 1975–1998 miejscowość należała administracyjnie do województwa krakowskiego.

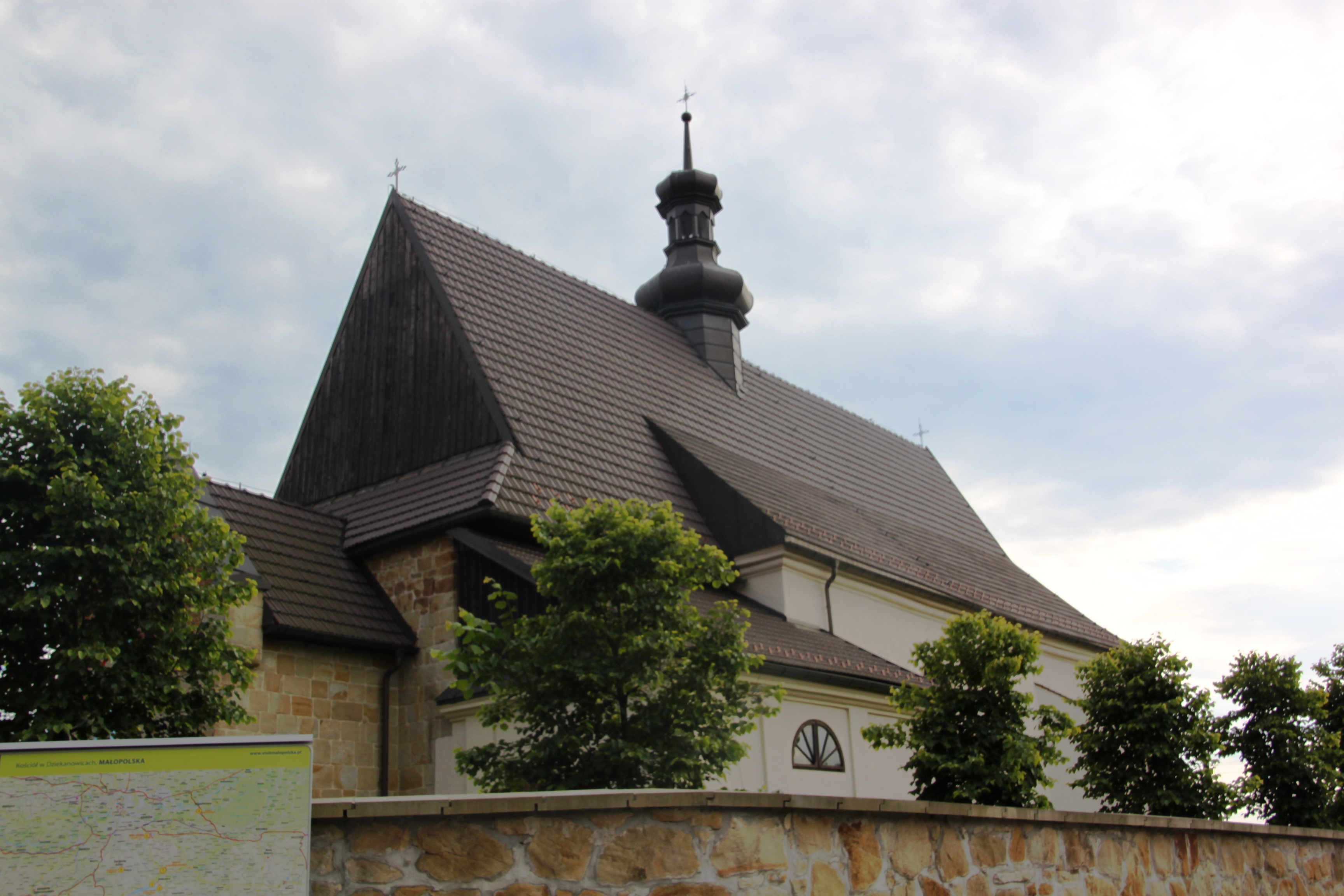
Romański kościół z 1150–1190 (rozbud. XVII–XVIII w.)

## Zabytki
Obiekt wpisany do rejestru zabytków nieruchomych województwa małopolskiego.
- Kościół pw. św. Marii Magdaleny, otoczenie, starodrzew.
 Kościół romański z XII/XIII wieku, rozbudowany w XVII i XVIII wieku, we wnętrzu romańska nawa jako prezbiterium, polichromie z XII wieku.